# Varre-Sai
Varre-Sai é um município brasileiro do estado do Rio de Janeiro, localizado na Região Imediata de Itaperuna.

## Geografia
Com uma população estimada de 10 207 habitantes em 2022, e área de 201,9 quilômetros quadrados, a densidade demográfica de Varre-Sai é de 50,55 habitantes por quilômetro quadrado.

## Economia

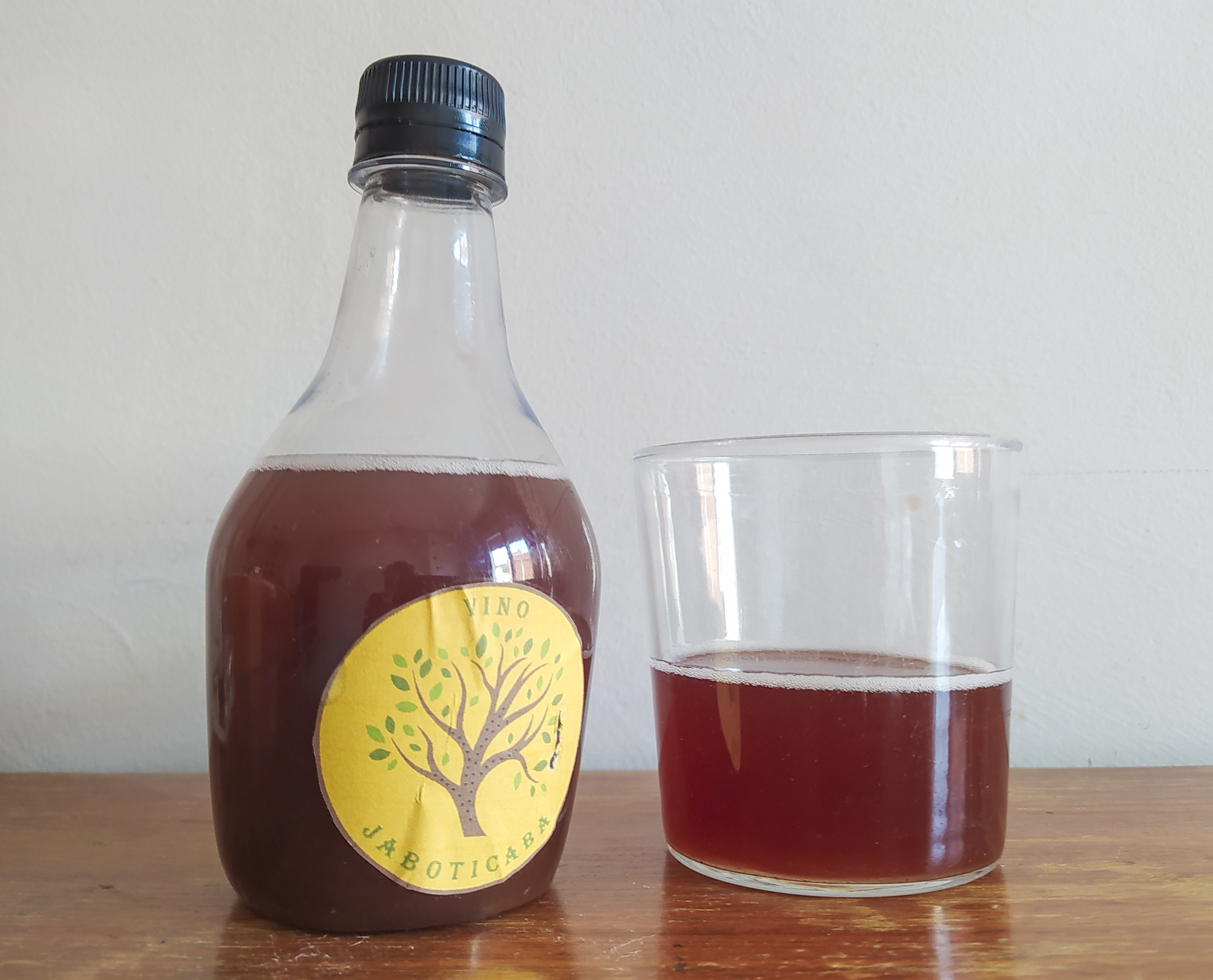
Vinho de jabuticaba, típico de Varre-Sai e produzido desde fins do século XIX, por italianos e descendentes.

Possui 4 bancos, sendo que o Banco do Brasil é o maior deles, responsável por mais de 90% do crédito agrícola local.
A principal atividade econômica é a cafeicultura, responsável por um terço do produto interno bruto do município. Abragendo cerca de 38,4 por cento do parque cafeeiro do Estado do Rio de Janeiro, Varre-Sai se destaca como o maior produtor estadual de café, produzindo algo próximo a duzentas mil sacas de café, tipo arábica, por ano.

A pecuária também é importante fonte econômica. Destaca-se ainda a vocação do município para o turismo rural e ecoturismo, com seus produtos artesanais, como vinho de jabuticaba, queijo, doces, licores, cachaça (produto que já foi exportado para outros países) e artigos em geral.